# Cireșu (Mehedinți)
Cireșu (in ungherese Cserestemes) è un comune della Romania di 683 abitanti, ubicato nel distretto di Mehedinți, nella regione storica dell'Oltenia. 
Il comune è formato dall'unione di 4 villaggi: Bunoaica, Cireșu, Jupânești, Negrușa.